# Stadio Gospin dolac

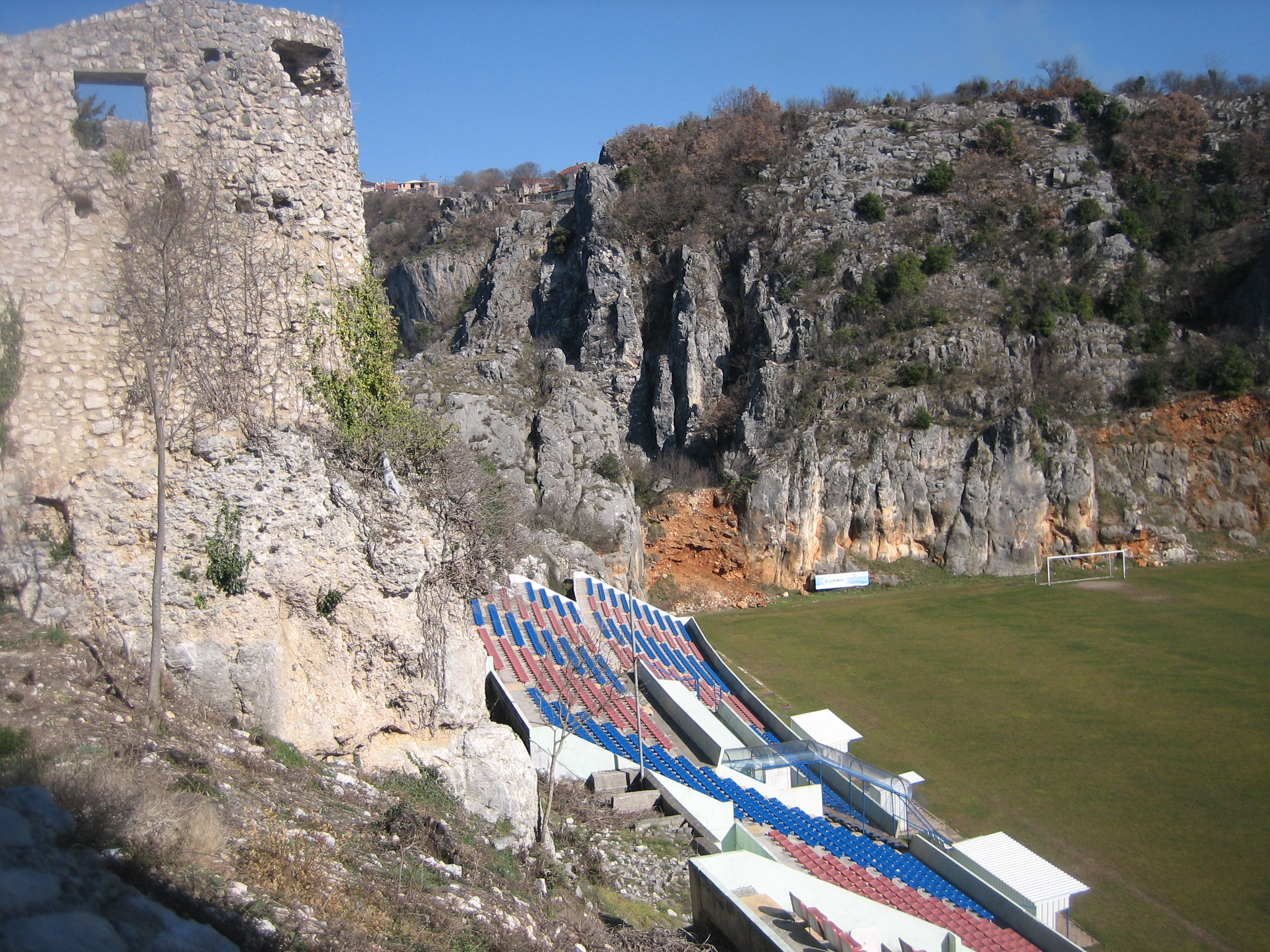
La tribuna dello stadio

Lo stadio Gospin dolac (in croato Stadion Gospin dolac) è uno stadio calcistico situato a Imoschi.
Costruito nel 1989, è lo stadio casalingo del Imotski.
Nel 2017 è stato inserito dalla BBC nella lista dei 10 stadi più belli del mondo.